# Валдзиверсдорф
Валдзиверсдорф (њем. Waldsieversdorf) општина је у њемачкој савезној држави Бранденбург. Једно је од 45 општинских средишта округа Меркиш-Одерланд. Према процјени из 2010. у општини је живјело 920 становника. Посједује регионалну шифру (AGS) 12064484.

## Географски и демографски подаци
Валдзиверсдорф се налази у савезној држави Бранденбург у округу Меркиш-Одерланд. Општина се налази на надморској висини од 42 метра. Површина општине износи 15,6 km². У самом мјесту је, према процјени из 2010. године, живјело 920 становника. Просјечна густина становништва износи 59 становника/km².